# Andréas Miltiádis
Andréas Miltiádis (grec moderne : Αντρέας Μιλτιάδης), né le 30 août 1996 à Palechóri, est un coureur cycliste chypriote.

## Biographie
Venu du handball, Andréas Miltiádis commence le cyclisme entre l'âge de 16 et 18 ans,. Multiple champion de Chypre, il est régulièrement sélectionné par sa fédération pour disputer les championnats internationaux.
En 2014, il participe aux championnats d'Europe juniors, sa première expérience au plus haut niveau. Il monte ensuite en catégorie espoirs (moins de 23 ans) et accumule les titres de champion national. En juin 2017, il remporte trois médailles aux Jeux des petits États d'Europe : une en or sur le contre-la-montre et deux en argent (VTT cross-country individuel et par équipe). 
En 2018, il rejoint le club espagnol Guerciotti-Kiwi Atlántico. Au début de l'année, il se voit convié à un camp d'entraînement de onze jours avec la formation World Tour Katusha-Alpecin. Il fait ensuite bonne figure lors des Jeux du Commonwealth en terminant vingtième du contre-la-montre puis quinzième de la course en ligne. Également sélectionné pour les Jeux méditerranéens, il se classe douzième du contre-la-montre et quatorzième de la course en ligne, malgré une chute. En août, il se distingue en obtenant une médaille de bronze aux championnats du monde universitaire, à Braga.

## Palmarès sur route

### Par année
- 2015
  -  Champion de Chypre du contre-la-montre
- 2016
  -  Champion de Chypre du contre-la-montre
  - 3e étape du Cyprus Gran Fondo
- 2017
  -  Champion de Chypre du contre-la-montre
  -  Médaillé d'or du contre-la-montre aux Jeux des petits États d'Europe
  - Cyprus Road Cup
  - Cyprus Gran Fondo :
    - Classement général
    - 1re étape (contre-la-montre)

  - 3e du championnat de Chypre sur route
- 2018
  -  Champion de Chypre du contre-la-montre
  - Evagoria Road Race
  - Cyprus Gran Fondo :
    - Classement général
    - 2e et 3e étapes

  - 2e étape de la Bizkaia 3E
  - 2e du championnat de Chypre sur route
  - 3e de la Bizkaia 3E
  -  Médaillé de bronze du championnat du monde universitaire du contre-la-montre
- 2019
  -  Champion de Chypre sur route
  -  Champion de Chypre du contre-la-montre
  - Evagoria Road Race
  - AEK Idaliou Circuit
- 2020
  -  Champion de Chypre sur route
  -  Champion de Chypre du contre-la-montre
- 2021
  -  Champion de Chypre sur route
  -  Champion de Chypre du contre-la-montre
  - Fikardou Hill Climb
- 2022
  -  Champion de Chypre sur route
  -  Champion de Chypre du contre-la-montre
- 2023
  -  Champion de Chypre du contre-la-montre
  - 3e étape du Grand Prix International de Rhodes
  - 2e du Grand Prix International de Rhodes
- 2024
  -  Champion de Chypre sur route
  -  Champion de Chypre du contre-la-montre
  - 3e du Tour de Maurice
- 2025
  -  Médaillé d'or du contre-la-montre des Jeux des petits États d'Europe
  -  Champion de Chypre sur route
  -  Champion de Chypre du contre-la-montre
  - 2e du Tour du Bostonliq

### Classements mondiaux
| Année                                 | 2015 | 2016  | 2017  | 2018  | 2019 | 2020 | 2021 | 2022 | 2023 | 2024 |
| ------------------------------------- | ---- | ----- | ----- | ----- | ---- | ---- | ---- | ---- | ---- | ---- |
| Classement mondial                    |      | 1537e | 1322e | 1150e | 782e | 484e | 687e | 572e | 699e | 431e |
| UCI Europe Tour                       | 590e | 1034e | 864e  | 719e  |      |      |      |      |      |      |
|                                       |      |       |       |       |      |      |      |      |      |      |
| Légende : nc = non classéSource : UCI |      |       |       |       |      |      |      |      |      |      |

## Palmarès en VTT

### Jeux des petits États d'Europe
- Saint-Marin 2017
  -  Médaillé d'argent du cross-country
- Andorre 2025
  -  Médaillé d'or du cross-country

### Championnats nationaux
| - 2014 - 2e du championnat de Chypre de cross-country juniors - 2015 - 2e du championnat de Chypre de cross-country - 2016 - Champion de Chypre de cross-country - 2017 - Champion de Chypre de cross-country - 2018 - Champion de Chypre de cross-country - 2019 - Champion de Chypre de cross-country | - 2020 - Champion de Chypre de cross-country - 2021 - Champion de Chypre de cross-country - Champion de Chypre de cross-country marathon - 2023 - Champion de Chypre de cross-country - 2024 - Champion de Chypre de cross-country |  |